# William Yorzyk
William Albert Yorzyk, detto Bill (Northampton, 29 maggio 1933 – 2 settembre 2020), è stato un nuotatore statunitense.

## Biografia
Specializzato nella farfalla vinse la medaglia d'oro nei 200 m ai Giochi olimpici di Melbourne 1956.
Dopo il ritiro fu divenne uno dei Membri dell'International Swimming Hall of Fame

## Palmarès
- Olimpiadi

Melbourne 1956: oro nei 200m farfalla.
- Giochi Panamericani

1955 - Città del Messico: oro nella staffetta 4x200m sl e bronzo nei 200m farfalla.